# Качалин (Волгоградская область)
Качалин — хутор в Суровикинском районе Волгоградской области России. Является административным центром Качалинского сельского поселения.

## История
В «Списке населённых мест Земли Войска Донского», изданном в 1864 году, населённый пункт упомянут как хутор Качалинский в составе юрта станицы Пятиизбянской Второго Донского округа, при речке Лиске, расположенный в 55 верстах от окружной станицы Нижне-Чирской. В Качалинском имелось 28 дворов и проживало 69 жителей (39 мужчин и 30 женщин).

Согласно Списку населённых мест Области Войска Донского по переписи 1873 года в населённом пункте насчитывалось 34 двора и проживало 97 душ мужского и 96 женского пола.

В 1921 году в составе Второго Донского округа включен в состав Царицынской губернии. В период с 1928 по 1935 годы хутор входил в состав Калачёвского района. В 1935 году Качалинский сельсовет перешёл в подчинение новообразованного Кагановичского района (в 1957 году переименован в Суровикинский).

## География
Хутор находится в юго-западной части Волгоградской области, на берегах реки Лиска, на расстоянии примерно 29 километров (по прямой) к северо-востоку от города Суровикино, административного центра района. Абсолютная высота — 55 метров над уровнем моря.

Климат классифицируется как влажный континентальный с тёплым летом (согласно классификации климатов Кёппена — Dfa). Среднегодовая температура воздуха положительная и составляет + 8,3 °C. Средняя температура самого холодного января −7,2 °С, самого жаркого месяца июля +23,6 °С. Расчётная многолетняя норма осадков — 380 мм. В течение года количество осадков распределено относительно равномерно: наименьшее количество осадков выпадает в феврале (23 мм), наибольшее количество — в июне (42 мм).
Часовой пояс
Хутор Качалин, как и вся Волгоградская область, находится в часовой зоне МСК (московское время). Смещение применяемого времени относительно UTC составляет +3:00.

## Население
| 2010 |
| ---- |
| 422  |

Гендерный состав
По данным Всероссийской переписи населения 2010 года в гендерной структуре населения мужчины составляли 48,3 %, женщины — соответственно 51,7 %.
Национальный состав
Согласно результатам переписи 2002 года, в национальной структуре населения русские составляли 61 %.

## Инфраструктура
В Качалине функционируют средняя общеобразовательная школа, детский сад, фельдшерско-акушерский пункт, дом культуры и отделение Почты России.

## Улицы
Уличная сеть хутора состоит из 6 улиц.
Одна из улиц носит имя Д.В. Аверина — командира 196-й стрелковой дивизии, державшей оборону в окрестностях хутора в сентябре 1942 года.